# Абдуллин, Байрас Фуатович
Абдуллин Байрас Фуатович (баш. Абдуллин Байрас Фуат улы; 1 марта 1951 — 8 мая 2004) — башкирский дирижёр, тромбонист, баритонист, композитор, педагог, подполковник внутренней службы РФ. Заслуженный работник культуры Республики Башкортостан (1994).

## Биография
Байрас Абдуллин родился 1 марта 1951 в деревне Башкирская Ургинка Зианчуринского района Республики Башкортостан в многодетной семье. Музыкальные способности Байраса проявились в раннем детстве, поэтому после окончания начальной школы в деревне Ургинка он продолжил обучение в школе-интернате музыкального воспитания в городе Уфе (ныне Республиканская гимназия-интернат имени Газиза Альмухаметова). Высшее образование получил в Казанской государственной консерватории имени Н. Г. Жиганова по классу тромбона (1970—1974).
Служба в армии у Байраса Фуатовича также была связана с музыкой, он служил солистом оркестра песни и пляски Приволжского военного округа, а затем в Центральной группе войск в Чехословакии.
Вернувшись в Уфу, Байрас работал солистом симфонического оркестра Башкирского государственного театра оперы и балета, преподавателем отделения духовых и ударных инструментов школы-интерната музыкального воспитания, преподавателем кафедры духовых и ударных инструментов Уфимского государственного института искусств.
В 1983 году Байрас Абдуллин основал и 18 лет успешно руководил духовым оркестром Уфимского Юридического Института МВД РФ (в прошлом Уфимская специальная средняя школа подготовки начальствующего состава МВД СССР), пройдя путь от лейтенанта до подполковника внутренней службы. Параллельно вёл занятия с духовым оркестром Уфимского нефтяного института на факультете общественных профессий (ФОП) до 1987 года.
В 2001 году Б.Абдуллин основал и возглавил духовой оркестр Главного управления исполнения наказаний Министерства юстиции РФ по Республике Башкортостан. Оркестр под руководством Байраса Абдуллина был постоянным участником праздничных торжественных мероприятий в г. Уфе и республике Башкортостан, в том числе выступал на II Всемирном Курултае Башкир в 2002 году.
Байрас Абдуллин не только дирижёр и тромбонист, но и талантливый композитор. Он автор кантаты «Башкортостан» для хора, солиста и оркестра на слова Ф.Кузбекова, более 40 популярных песен, а также маршей, переложений для духового оркестра. Песни Байраса Абдуллина на слова известных башкирских и татарских поэтов (Ш.Биккула, А.Игебаева, Р.Гарипова, У.Киньябулатова, А.Кашфуллина и других) часто звучат по радио и телевидению, на различных концертных площадках в Башкортостане, Татарстане, Оренбургской, Челябинской областях и других регионах России.
В 2000 году Государственная телерадиокомпания «Башкортостан» выпустила первый аудиоальбом песен Байраса Абдуллина под названием «Әлдә hин бар әле донъяла». В 2005 году в студии «Моң» выпущен аудиоальбом под названием «Күңелкәйем һине уйлайҙыр…»
Жена — Райса Ахметовна Абдуллина, Почётный работник образования России, преподаватель английского языка в Уфимском филиале Финансового университета при Правительстве РФ, переводчик. Сын Алмаз, дочери Гульназ и Алина.
Скончался Байрас Абдуллин 8 мая 2004 после болезни. Похоронен на Южном кладбище г. Уфы.

## Награды
Заслуженный работник культуры Республики Башкортостан (1994)
Медаль «За службу на Кавказе» (2002)

## Память
Вечер памяти в Башкирской государственной филармонии (2005)
Вечер памяти в Уфимском училище искусств (2009)
Вечер памяти в Уфимской академии искусств (2011).